# Neotama
Neotama es un género de arañas araneomorfas de la familia Hersiliidae. Se encuentra en Sudamérica y Centroamérica, en Sudáfrica, en Sur de Asia y Sudeste de Asia. 

## Lista de especies
Según The World Spider Catalog 20.0:
- Neotama corticola (Lawrence, 1937)
- Neotama cunhabebe Rheims & Brescovit, 2004
- Neotama forcipata (F. O. Pickard-Cambridge, 1902)
- Neotama longimana Baehr & Baehr, 1993
- Neotama mexicana (O. Pickard-Cambridge, 1893)
- Neotama obatala Rheims & Brescovit, 2004
- Neotama punctigera Baehr & Baehr, 1993
- Neotama rothorum Baehr & Baehr, 1993
- Neotama variata (Pocock, 1899)